# Zarzycki (herb szlachecki)

Herb Zarzycki

Zarzycki – polski herb szlachecki, nadany w Galicji.

## Opis herbu
Opis stworzony według klasycznych zasad blazonowania:
 Na tarczy dzielonej w pas w polu górnym, złotym, orzeł czarny z uzbrojeniem złotym, w polu dolnym, czerwonym, rzeka srebrna. W klejnocie nad hełmem w koronie orzeł jak w polu górnym. Labry z prawej czarne, z lewej czerwone podbite złotem.

## Najwcześniejsze wzmianki
Nadany w Galicji Janowi von Zarzyckiemu, prawnikowi lwowskiemu i adwokatowi krakowskiemu 15 lipca 1792, wylegitymowanemu następnie 12 sierpnia 1793. Herb wymieniony w Armorial Général Rietstapa.

## Herbowni
Herb pochodził z nobilitacji osobistej, dlatego uprawniona do niego jest tylko jedna rodzina herbownych (herb własny):
Zarzycki.